# فلم غموض
فلم الغموض هو نوع من الأفلام التي تدور حول حل مشكلة أو جريمة. وهو يركز على جهود المحقق أو المتحري لحل الظروف الغامضة للقضية عن طريق القرائن، التحقيق، والاستدلال الذكي.
القصة غالبا ما تتركز على القدرة الاستدلالية، البراعة، الثقة، أو اجتهاد المحقق لمحاولة كشف الجريمة أو تفكيكها بوضع الأدلة والظروف معا، استجواب الشهود وتعقب المجرم. وغالبا ما يكون التشويق عنصرا مهما في الحبكة. ويمكن أن يتم ذلك من خلال استخدام الموسيقى التصويرية، زاوية الكاميرا، الظلال، والتقلبات المفاجئة في الحبكة.